# リピート山中
リピート山中（リピートやまなか、1960年 - ）は、神戸市出身のフォークシンガーで桂雀三郎withまんぷくブラザーズのメンバー。

## 概要
小学生の時にフォークソングを聞いたときに12歳で弾き語りを始める。神戸市立神戸西高校、神戸学院大学卒業。1985年頃に桂雀三郎の落語を聞き、感激して会社を辞め落語事務所を作った。1993年、モダンチョキチョキズへの楽曲提供でプロの作詞作曲家として活動開始。1996年、桂雀三郎withまんぷくブラザーズのメンバーとしてデビューした。
2000年にヨーデル食べ放題が大ヒット。ギターを担いで北アルプスや富士山に登り行う山小屋コンサートや、医師に同行しての僻地での往診コンサート、地球や心の環境・家族をテーマにした楽曲で、小中学校などでの『唄う講演会』等の活動もしている。
株式会社七福神所属